# Micrurus
Micrurus este un gen de șerpi din familia Elapidae.

## Galerie

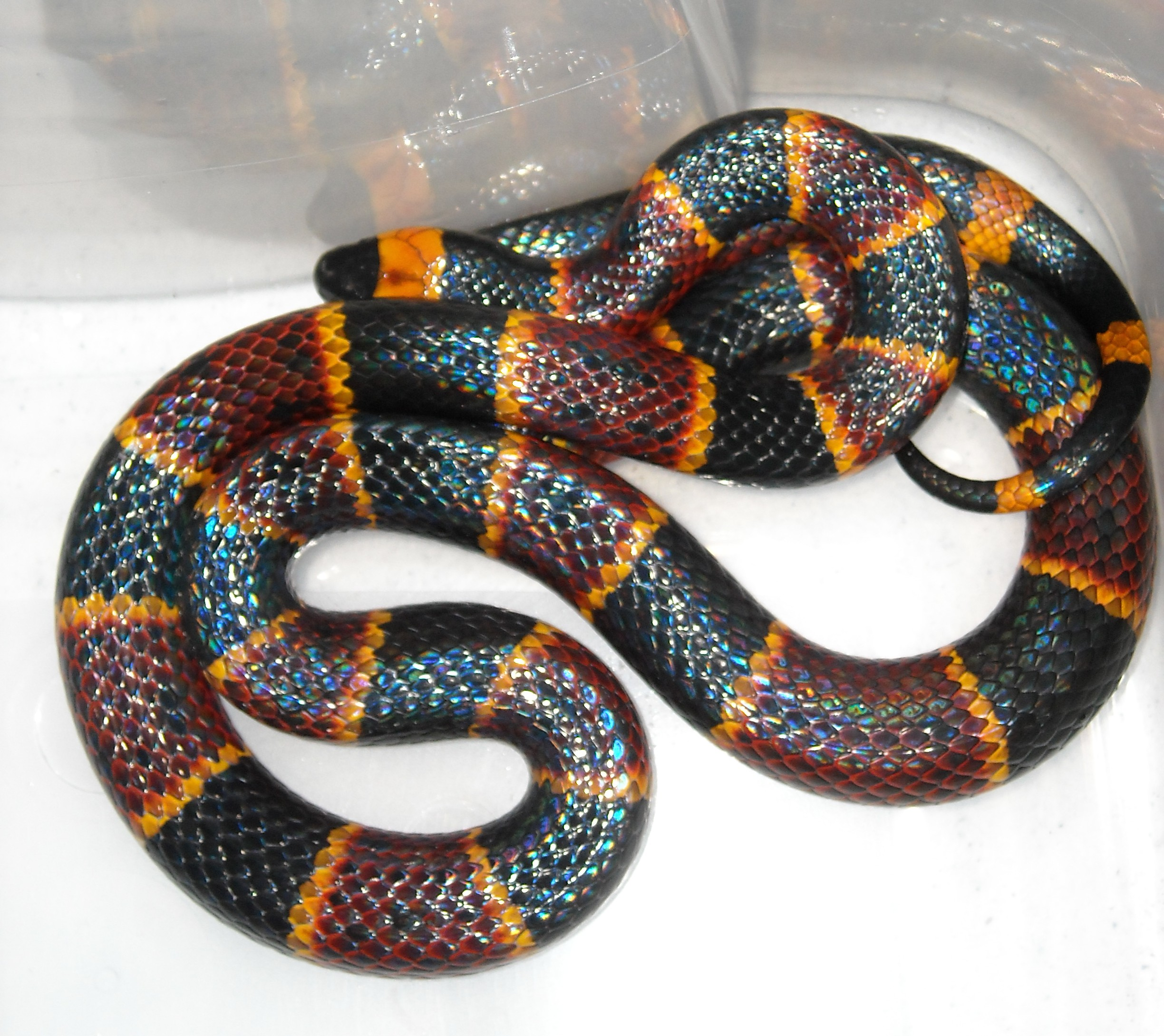
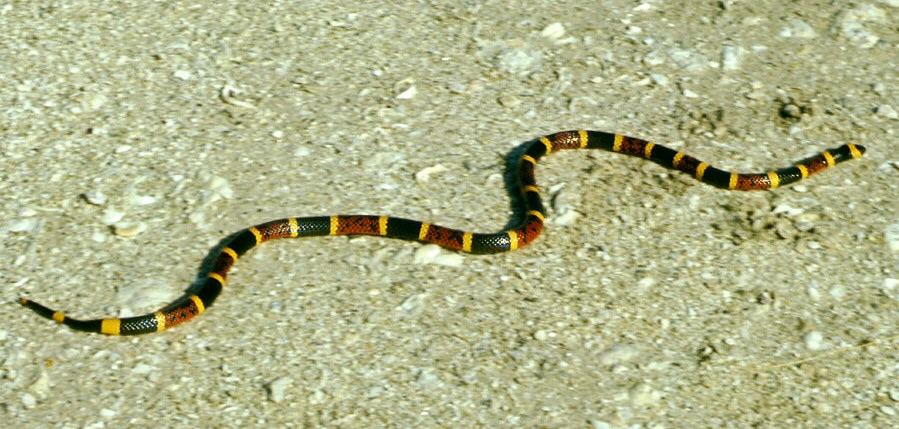
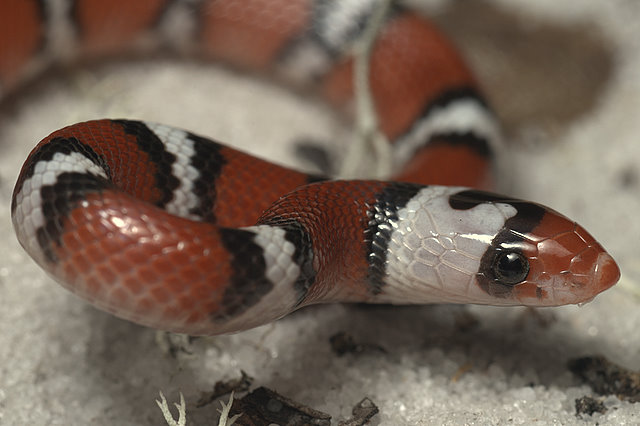
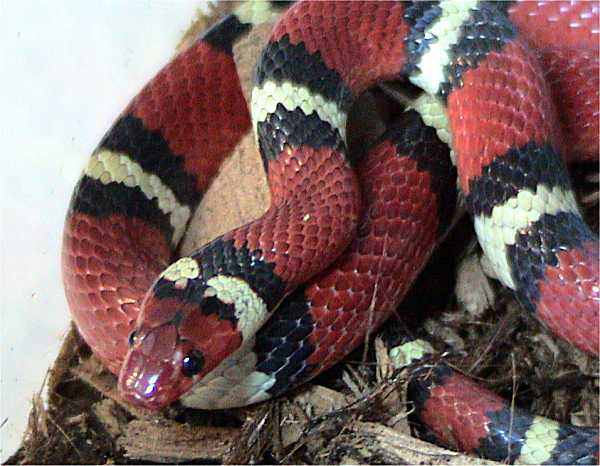
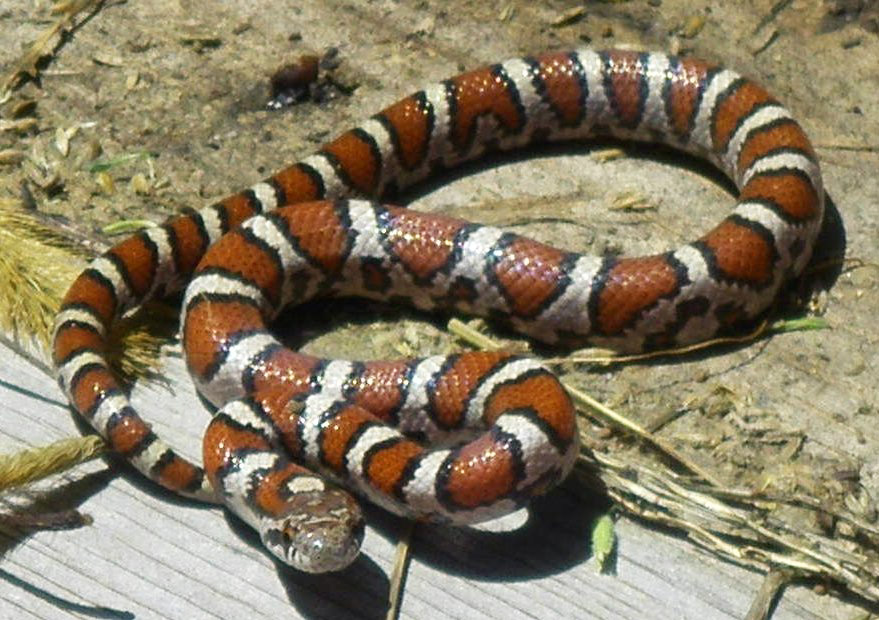
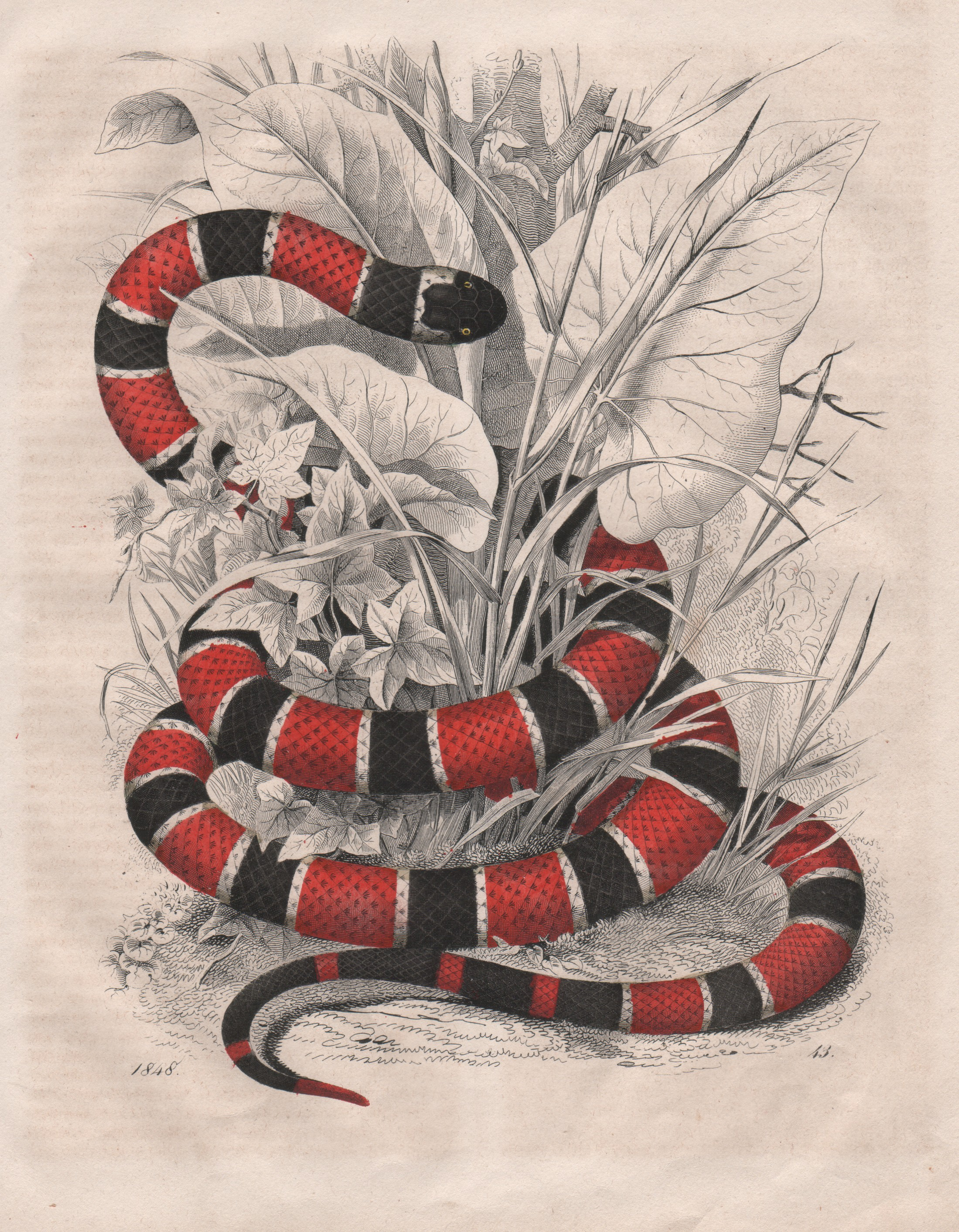

## Specii[1]
- Micrurus alleni
- Micrurus altirostris
- Micrurus ancoralis
- Micrurus annellatus
- Micrurus averyi
- Micrurus bernadi
- Micrurus bocourti
- Micrurus bogerti
- Micrurus browni
- Micrurus camilae
- Micrurus carinicauda
- Micrurus catamayensis
- Micrurus clarki
- Micrurus collaris
- Micrurus corallinus
- Micrurus decoratus
- Micrurus diana
- Micrurus diastema
- Micrurus dissoleucus
- Micrurus distans
- Micrurus dumerili
- Micrurus dumerilii
- Micrurus elegans
- Micrurus ephippifer
- Micrurus filiformis
- Micrurus frontalis
- Micrurus frontifasciatus
- Micrurus fulvius
- Micrurus hemprichii
- Micrurus hippocrepis
- Micrurus ibiboboca
- Micrurus isozonus
- Micrurus langsdorffi
- Micrurus laticollaris
- Micrurus latifasciatus
- Micrurus lemniscatus
- Micrurus limbatus
- Micrurus margaritiferus
- Micrurus medemi
- Micrurus mertensi
- Micrurus mipartitus
- Micrurus multifasciatus
- Micrurus multiscutatus
- Micrurus narduccii
- Micrurus nebularis
- Micrurus nigrocinctus
- Micrurus pacaraimae
- Micrurus pachecogili
- Micrurus paraensis
- Micrurus peruvianus
- Micrurus petersi
- Micrurus proximans
- Micrurus psyches
- Micrurus putumayensis
- Micrurus pyrrhocryptus
- Micrurus remotus
- Micrurus renjifoi
- Micrurus ruatanus
- Micrurus sangilensis
- Micrurus scutiventris
- Micrurus silviae
- Micrurus spixii
- Micrurus spixiii
- Micrurus spurelli
- Micrurus steindachneri
- Micrurus stewarti
- Micrurus stuarti
- Micrurus surinamensis
- Micrurus tamaulipensis
- Micrurus tener
- Micrurus tricolor
- Micrurus tschudii